# Sciophila matilei
Sciophila matilei är en tvåvingeart som beskrevs av Soli 1997. Sciophila matilei ingår i släktet Sciophila och familjen svampmyggor. Inga underarter finns listade i Catalogue of Life.